# Bộ Hình
Bộ Hình hay Hình bộ (chữ Hán:刑部) là một cơ quan hành chính nhà nước thời phong kiến tại một số quốc gia Đông Á, như Trung Quốc, Việt Nam,... Bộ Hình có thể coi là tương đương với Bộ Tư pháp và Tòa án Tối cao ngày nay. Quan đứng đầu bộ Hình là Hình bộ thượng thư (thượng thư bộ Hình), tương đương với Bộ trưởng Bộ Tư pháp hoặc Chánh án Tối cao ngày nay.

## Lịch sử
Thời Đông Hán lập ra các chức quan gồm 2 Thiên thạch tào quản lý hình ngục, 3 Công tào quản lý xử án. Thời Ngụy-Tấn có các cơ quan là Bỉ bộ, Đô quan và Tào quân quản lý hình ngục. Thời kỳ Nam Bắc triều, tại Nam triều qua các triều đại như Lưu Tống, Nam Tề, Lương, Trần và tại Bắc triều như Bắc Ngụy, Đông Ngụy, Tây Ngụy, Bắc Tề, Bắc Chu đều có đặt ra chức danh Đô quan Thượng thư. Đến thời nhà Tùy, Tùy Văn đế lập ra chế độ lục bộ. Ban đầu vẫn giữ đô quan Thượng thư như của Bắc Tề để quản lý Đô quan. Đến năm Khai Hoàng thứ ba (583) đổi Đô quan thành Hình bộ và Đô quan thượng thư thành Hình bộ thượng thư, là chức quan đứng đầu của một bộ trong lục bộ. Chức quan phó giúp việc được Tùy Dạng đế đặt là Thị lang.
Sau này, từ thời nhà Đường tới thời nhà Nguyên thì cơ cấu là tương tự với Hình bộ, chủ quản công tác luật pháp (bao gồm cả thẩm định, tu sửa, hiệu đính), hình ngục, Đại lý tự có chức năng của tối cao pháp viện (tòa án tối cao). Thời nhà Nguyên không có Đại lý tự. Đến thời Minh-Thanh, Hình bộ là cơ quan quản lý công việc hình pháp trong toàn quốc, cùng Đô sát viện quản lý công tác giám sát xét hỏi, Đại lý tự quản lý xem xét các vụ án quan trọng hay án lớn và công tác phúc thẩm, tạo ra cái gọi là "tam pháp ti chế" (chế độ ba cơ quan giám sát thực thi pháp luật).

## Chức trách
Các chức năng cụ thể của Hình bộ bao gồm: thẩm định các chủng loại pháp luật, xem xét tội danh và hình phạt trong các vụ án, lập hội đồng Cửu Khanh thẩm lý giam hậu (xem xét các án có tội danh là tử hình) và trực tiếp thẩm lý các vụ án lớn trong phạm vi kinh đô.
Cơ cấu bên trong của Hình bộ là lập ra các tỉnh và ti. Sau này, nhà Thanh còn lập ra Đốc bộ ti để quản lý việc bắt giữ kì nhân (người của bát kỳ) mắc tội bỏ trốn; Thu thẩm xứ quản lý thu thẩm (xét hỏi trong mùa thu) và triều thẩm; Giảm đẳng xứ quản lý việc hối thúc các tỉnh kịp thời thẩm tra xét hỏi các vụ án với việc giảm nhẹ hình phạt; Đề lao sảnh quản lý việc giam giữ phạm nhân trong nhà tù, công tác giám thị, cấp phát quần áo, đồ ăn thức uống, thuốc men cho tù nhân; Tang phạt khố quản lý việc lưu giữ, trao trả tang vật các vụ án; Thục phạt xứ quản lý việc phạt các tội trong khi thi hành công vụ; Luật lệ quán quản lý tu bổ, hiệu đính pháp luật.
Năm Quang Tự thứ ba mươi hai (1906), nhà Thanh tuyên bố "phỏng hành hiến chánh", đổi Hình bộ thành Pháp bộ. Tên gọi Hình bộ bị bãi bỏ.

## Cơ cấu

### Nhà Đường
Quan đứng đầu bộ Hình là Thượng thư, hàm chính tam phẩm. Giúp việc có một Thị lang, hàm chính tứ phẩm hạ. Hình bộ chia làm 4 ti, bao gồm:
- Hình bộ ti: Do Hình bộ Lang trung và Viên ngoại lang đứng đầu. Các chức danh này do Thượng thư và Thị lang trực tiếp đảm nhận, quản lý luật pháp, thẩm án và tấu nghị.
- Đô quan ti: Do Đô quan Lang trung và Viên ngoại lang đứng đầu, quản lý ghi chép bắt giữ tội phạm, tù nhân, cung cấp lương thực, quần áo, thuốc men.
- Bỉ bộ ti: Do Bỉ bộ Lang trung và Viên ngoại lang đứng đầu, quản lý kinh phí, bổng lộc, tang vật.
- Tư môn ti: Do Tư môn Lang trung và Viên ngoại lang đứng đầu, quản lý việc ra vào cổng thành,.

Năm Long Sóc thứ hai (662), Đường Cao Tông đổi Hình bộ ti thành ti Hình, Đô quan ti thành ti Phó, Bỉ bộ ti thành ti Kế, Tư môn ti thành ti Quan. Năm Quang Trạch thứ nhất (684), Đường Duệ Tông cho đổi Hình bộ ti thành Thu quan. Năm Thiên Bảo thứ mười một (752) Đường Huyền Tông đổi Hình bộ ti thành ti Hiến, Bỉ bộ ti thành ti Kế. Thành phần quan chức tại mỗi ti như sau:
- Hình bộ ti: Hình bộ Chủ sự 4 người, Lệnh sử 19 người, Thư lệnh sử 38 người, Đình trưởng 6 người, Chưởng cố 10 người[2]
- Đô quan ti: Đô quan Chủ sự 2 người, Lệnh sử 9 người, Thư lệnh sử 12 người, Chưởng cố 4 người[2].
- Bỉ bộ ti: Bỉ bộ Chủ sự 4 người, Lệnh sử 14 người, Thư lệnh sử 27 người, Kế sử 1 người, Chưởng cố 4 người[2].
- Tư môn ti: Tư môn Chủ sự 2 người, Lệnh sử 6 người, Thư lệnh sử 13 người, Chưởng cố 4 người[2].

### Mông Nguyên
Thời kỳ đầu, quản lý bộ Hình gồm Thượng thư 3 người hàm chính tam phẩm, Thị lang 2 người hàm chính tứ phẩm, Lang trung 2 người hàm tòng ngũ phẩm, Viên ngoại lang 2 người hàm tòng lục phẩm. Năm Trung Thống thứ nhất (1260) thời Nguyên Thế Tổ lấy Binh, Hình, Công làm hữu tam bộ với Thượng thư 2 người, Thị lang 2 người, Lang trung 5 người, Viên ngoại lang 5 người trong đó Lang trung và Viên ngoại lang đều 1 người chuyên quản Hình bộ. Năm Chí Nguyên thứ nhất (1271), tách riêng bộ Công, vì thế Binh và Hình là một bộ với Thượng thư 4 người, Thị lang 2 người, Lang trung 4 người, Viên ngoại lang 5 người. Năm 1273, tái lập hữu tam bộ. Năm 1277, lập riêng bộ Hình với Thượng thư, Thị lang và Lang trung đều 1 người, Viên ngoại lang 2 người. Năm 1278, đổi thành Binh - Hình bộ. Năm 1283, lại lập bộ Hình. Năm 1293 thì Thượng thư, Thị lang, Lang trung, Viên ngoại lang đều chỉ có 2 người. Năm Đại đức thứ tư (1300) thời Nguyên Thành Tông, tăng thượng thư thêm 1 người. Trong cơ cấu bộ Hình gồm có Chủ sự 3 người, Mông Cổ Tất đồ xích 4 người, Lệnh sử 30 người, Hồi Hồi Lệnh sử 2 người, Khiếp lý mã xích 1 người, Tri ấn 2 người, Tấu sai 10 người, Thư tả 3 người, Điển lại 7 người.